# Juvardeil
Juvardeil ist eine französische Gemeinde mit 828 Einwohnern (Stand: 1. Januar 2022) im Kanton Tiercé, im Arrondissement Segré, im Département Maine-et-Loire und in der Region Pays de la Loire. Die Einwohner werden Juvardeillais genannt.

## Geografie
Juvardeil liegt 21 Kilometer nordnordöstlich von Angers am Fluss Sarthe in der Segréen. Umgeben wird Juvardeil von den Nachbargemeinden Châteauneuf-sur-Sarthe im Norden und Nordosten, Étriché im Osten und Nordosten, Cheffes im Süden sowie Les Hauts-d’Anjou im Westen und Nordwesten.

## Bevölkerungsentwicklung
| 1962                       | 1968 | 1975 | 1982 | 1990 | 1999 | 2006 | 2018 |
| -------------------------- | ---- | ---- | ---- | ---- | ---- | ---- | ---- |
| 550                        | 539  | 605  | 654  | 779  | 766  | 831  | 812  |
| Quellen: Cassini und INSEE |      |      |      |      |      |      |      |

## Sehenswürdigkeiten
- Kirche Notre-Dame aus dem 19. Jahrhundert
- Schloss La Cour de Cellières, seit 1977 Monument historique

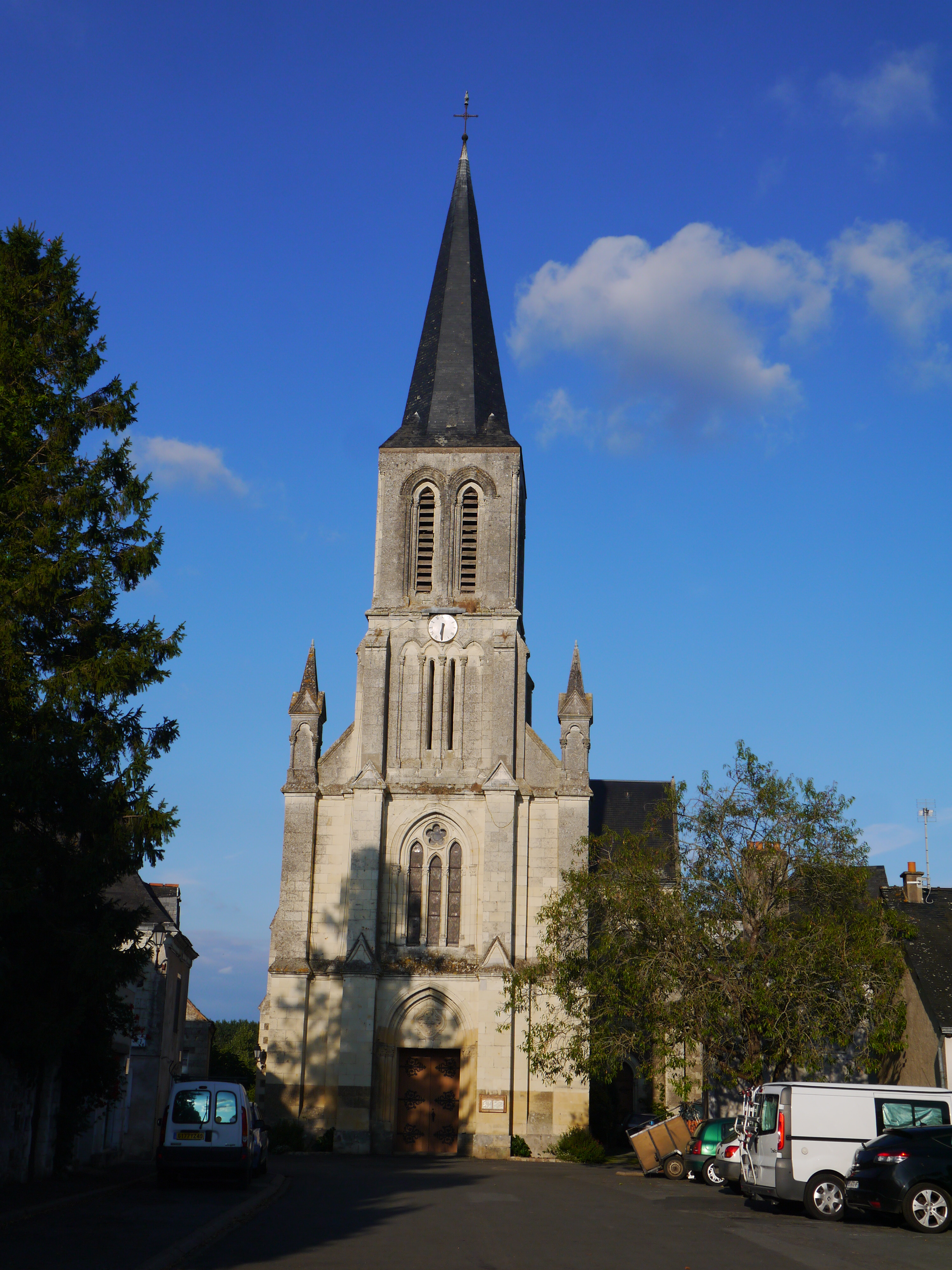
Kirche Notre-Dame

- Schloss La Buronnière

## Persönlichkeiten
- Charles de Bonchamps (1760–1793), General der Kavallerie